# Raymond Thayer Birge
Raymond Thayer Birge, född 13 mars 1887, död 22 mars 1980, var en amerikansk fysiker.
Birge blev extraordinarie professor i fysik vid Syracuse University 1915 och vid Berkeley University 1920, där han 1926 blev ordinarie professor. Birge var verksam som spektroskopist och studerade i synnerhet serierelationer i linje- och bandspektra och undersökte kolets och syrets isotoper. I flera arbeten underkastade han de befintliga bestämningarna av allmänna fysikaliska konstanter en jämförande kritisk granskning och försökte därur härleda de sannolikaste värdena för dessa.